# Али Назим
Али Назим (псевдоним; настоящие имя и фамилия Алекбер Махмуд оглы Махмудзаде; азерб. Əli Nazim; (24 ноября 1906, Тебриз, Каджарский Иран — 23 августа 1941, Баку) — азербайджанский советский критик и литературовед.

## Биография
Али Назим родился 24 ноября 1906 года в Тебризе. Окончил Ленинградский восточный институт, позже окончил аспирантуру в Москве. Вёл научно-педагогическую деятельность. С 1921 года печатался в газете «Иштирак» («Коммунист»). 
Выступал как активный марксистский литературный критик. Считается одним из зачинателей марксистской критики в Азербайджане. Известны также его работы по истории классической литературы (о М. Ф. Ахундове, Дж. Мамедкулизаде, М. А. Сабире и другие). В некоторых статьях Назима сказалось, как отмечается, влияние вульгарного социологизма.
С 1930 года член Коммунистической партии.
В 1936 году его исключили из кандидатов в члены партии за «рваческие тенденции и плагиат». 
18 марта 1937 года арестован. В результате показаний Али Назима «на предварительном следствии скомпрометирован 51 человек». Выездной сессией Военной коллегии Верховного суда СССР 10 октября 1937 года осуждён на 10 лет. Вместе с А. Джавадом, Г. Джавидом, Мушфигом, Мусаханлы, Юсиф Везиром, С. Гусейном, Кантемиром, Б. Талыблы и А. Рази объявлен «агентом германо-японского фашизма, троцкистом, мусаватистом и национал-уклонистом».
Расстрелян 23 августа 1941 года. В 1950 году реабилитирован.

## Избранные работы
- «О пролетарской литературе» (1926)
- «Культурная революция и вопросы культурного наследия» (1928)
- «Пути нашей драматургии» (1933)
- «Изучать классиков по-ленински» (1934)
- «Октябрь и наша критика» (1934)